# Чечерський район
Чечерський район (біл. Чачэрскі раён; Čačerski rajon) — адміністративна одиниця на північному сході Гомельської області Білорусі. Адміністративний центр — місто Чечерськ.

## Географія
Площа району становить 1230 км кв (19-те місце). Район межує на півночі з Краснопольським районом Могильовської області, на сході з Красногорським районом Брянської області Російської Федерації, на заході з Буда-Кошелевським і Рогачовським районами, на півдні з Вєтківським, на півночі з Кормянським районами Гомельської області.
Основні річки — Сож, Чечора.

## Історія
Район утворений 8 грудня 1926 року.

## Демографія
Населення району — 16 100 чоловік (18-те місце), у тому числі в міських умовах проживають 7 700 чоловік. Усього налічується 126 населених пунктів.

## Економіка
У Чечерську діють 2 промислові підприємства, у районі налічується 11 сільськогосподарських підприємств.

## Транспорт
Через район проходить автострада Санкт-Петербург — Одеса, із Чечерська йдуть автодороги в Буда-Кошельово, Корму, Вєтку, Краснопольє, Могильов і Мінськ.

## Адміністративний поділ
До складу району входять Чечерська міська рада та 7 сільських рад:
- Заліська сільська рада
- Ленінська сільська рада
- Меркуловицька сільська рада
- Нісімковицька сільська рада
- Оторська сільська рада
- Поліська сільська рада
- Ровковицька сільська рада